# Hans Schmid
Hans Schmid (ur. 24 czerwca 1948) – szwajcarski skoczek narciarski, olimpijczyk z 1972 i 1976, zwycięzca Turnieju Szwajcarskiego w 1969.

## Przebieg kariery
Swój pierwszy skok oddał w wieku 8 lat. Jego ojciec Herbert Schmid, był wielokrotnym mistrzem Szwajcarii w skokach narciarskich.
Schmid jedenastokrotnie był klasyfikowany w Turnieju Czterech Skoczni. Najwyższe miejsca zajmował w 21. i 22. edycji, gdzie plasował się na 4. miejscu i trzykrotnie stawał na podium w pojedynczych zawodach turnieju. W 1969 został zwycięzcą Turnieju Szwajcarskiego, a w 1971 i 1973 zajmował drugie miejsca.
W 1972 i 1976 został powołany do składu Szwajcarii na igrzyska olimpijskie. Jego najlepszą lokatą w olimpijskich zmaganiach było 13. miejsce podczas igrzysk w Innsbrucku.
Jego ostatnim sezonem międzynarodowych startów był sezon 1976/1977, po którym prawdopodobnie zakończył karierę.

## Igrzyska olimpijskie
- Indywidualnie
  - 1972  Sapporo – 22. miejsce (normalna skocznia), 42. miejsce (duża skocznia)
  - 1976  Innsbruck – 13. miejsce (normalna skocznia), 20. miejsce (duża skocznia)

## Mistrzostwa świata
- Indywidualnie
  - 1970  Szczyrbskie Jezioro – 16. miejsce (normalna skocznia), 10. miejsce (duża skocznia)
  - 1974  Falun – 43. miejsce (normalna skocznia)

## Mistrzostwa świata w lotach narciarskich
- Indywidualnie
  - 1973  Oberstdorf – 21. miejsce
  - 1975  Tauplitz/Bad Mitterndorf – 27. miejsce

## Turniej Czterech Skoczni

### Miejsca w klasyfikacji generalnej
- 1966/1967 – 60.
- 1967/1968 – 69.
- 1968/1969 – 43.
- 1969/1970 – 11.
- 1970/1971 – 13.
- 1971/1972 – 19.
- 1972/1973 – 4.
- 1973/1974 – 4.
- 1975/1976 – 79.
- 1975/1976 – 89.
- 1976/1977 – 54.

### Miejsca na podium konkursówTCS
1. Oberstdorf – 2 stycznia 1972 (3. miejsce)
2. Oberstdorf – 30 grudnia 1973 (3. miejsce)
3. Innsbruck – 3 stycznia 1974 (2. miejsce)

## Turniej Szwajcarski

### Miejsca w klasyfikacji generalnej
- 1967 – 29.
- 1969 – 1.
- 1971 – 2.
- 1973 – 2.
- 1975 – 5.

### Miejsca na podium konkursówTS
1. Sankt Moritz – 28 stycznia 1969 (1. miejsce)
2. Gstaad – 31 stycznia 1969 (2. miejsce)
3. Le Locle – 2 lutego 1969 (2. miejsce)
4. Engelberg – 31 stycznia 1971 (2. miejsce)
5. Gstaad – 29 stycznia 1971 (1. miejsce)
6. Le Locle – 31 stycznia 1971 (2. miejsce)
7. Engelberg – 21 stycznia 1973 (3. miejsce)
8. Gstaad – 26 stycznia 1973 (2. miejsce)
9. Le Locle – 28 stycznia 1973 (2. miejsce)